# NLOS-C
Top XM1203 Non-Line-of-Sight Cannon (NLOS-C) bio je projekt Vojske Sjedinjenih Američkih Država. Predstavljao je topničku komponentu budućeg borbenog sustava. 

## Opis sustava
Sustav je proizvela tvrtka BAE Systems Land and Armaments. Sustav je trebao zamijeniti zastarjelu haubicu M109 Paladin američke vojske. Sadrži automatski punjač za top od 155 mm i sposoban je ispaljivati pametno streljivo. Budući da se sustav temelji na platformi Manned Ground Vehicle, može se prebaciti zrakom, ali samo umjereno oklopljen. Taj se nedostatak trebao nadoknaditi mogućnošću brzog raspoređivanja kako bi se izbjegla uzvratna vatra i poduzimanjem zaštitnih mjera protiv protutenkovskog oružja na udaljenosti. Ukupna težina je samo 24 tone kada je potpuno natovaren.
Dana 16. kolovoza 2005. General Dynamics Land Systems odabrao je motor 5L890 koji proizvodi MTU Detroit Diesel (Tognum Group) za pogon. MTU Detroit Diesel isporučivat će 47 motora do 2011. za isprobavanje i testiranje FCS kopnenih vozila s ljudskom posadom.
Dana 20 srpnau 2007. Kongres je odlučio kupiti 18 predserijskih vozila koja su isporučena između 2010. i 2012. godine. Prvi prototip isporučen je vojsci u svibnju 2008. godine. Nakon što je ministar obrane Robert Gates obustavio FCS program, projekt je prekinut.

## Tehnički podaci
Posada: 2
Duljina: oko 6000 mm
Širina: < 3000 mm
Visina: < 2740 mm
Masa: do 24 tone
Oklop i naoružanje: Armor Composite+Quick Kill APS
Glavno naoružanje: 155 milimetarski L/38 s 24 projektila
Sekundarno naoružanje: ACSW
Pogon: MTU Detroit Diesel 5L890, 750 KS
Ovjes: hidropneumatski
Brzina: 60/90 km/h off-road/on-road
Domet: procijenjen na 500 km